# Paraenasioidea marani
Paraenasioidea marani is een vliesvleugelig insect uit de familie Encyrtidae. De wetenschappelijke naam is voor het eerst geldig gepubliceerd in 1953 door Hoffer.